# Camillina nova
Camillina nova är en spindelart som beskrevs av Norman I. Platnick och Mohammad U. Shadab 1982. Camillina nova ingår i släktet Camillina och familjen plattbuksspindlar. Inga underarter finns listade.